# Кальтенленгсфельд
Кальтенленгсфельд (нем. Kaltenlengsfeld) — община в Германии, в земле Тюрингия. 
Входит в состав района Вартбург. Подчиняется управлению ФГ Оберес Фельдаталь.  Население составляет 421 человек (на 31 декабря 2010 года). Занимает площадь 9,73 км².

## Фотографии

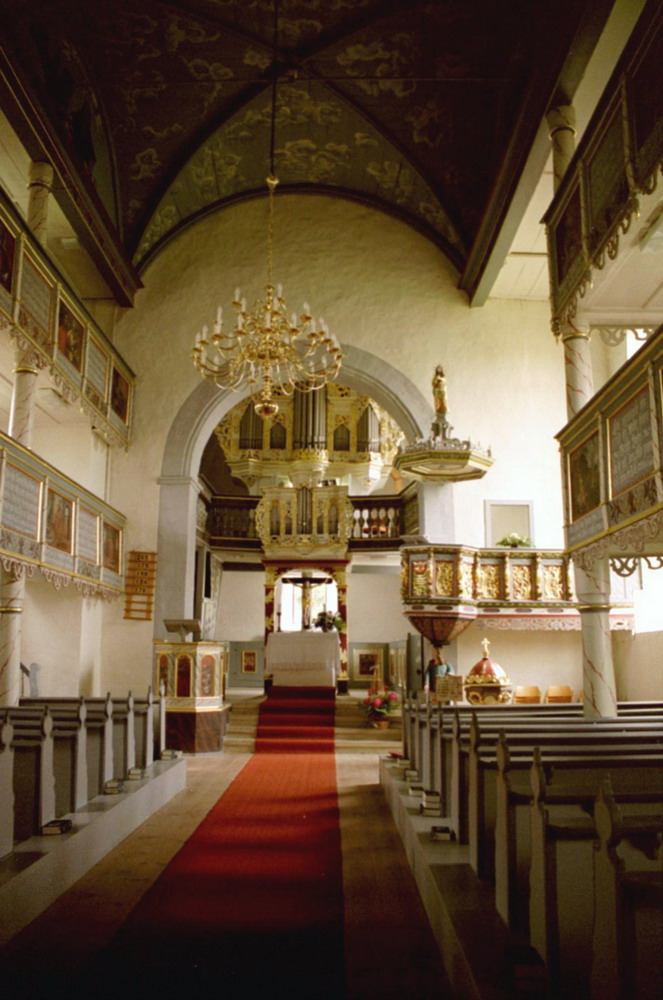
Церковь
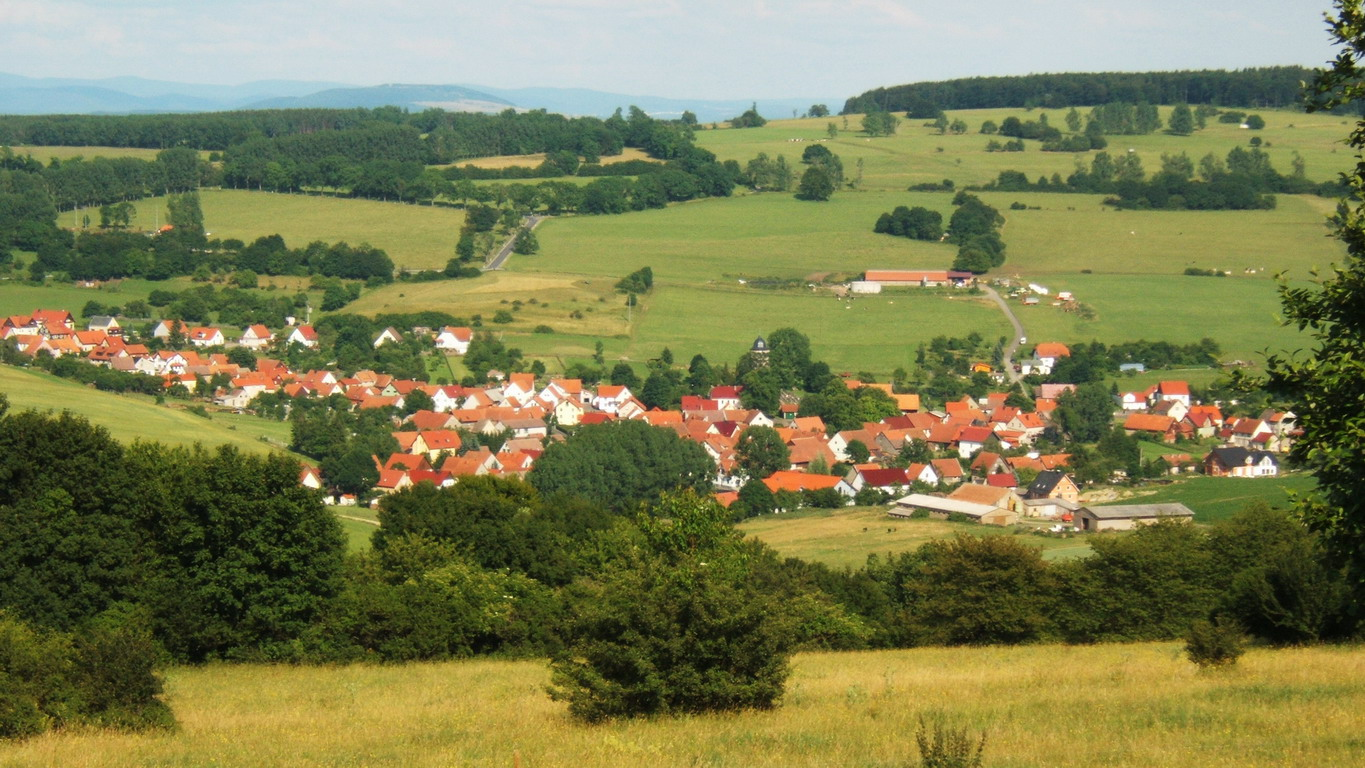
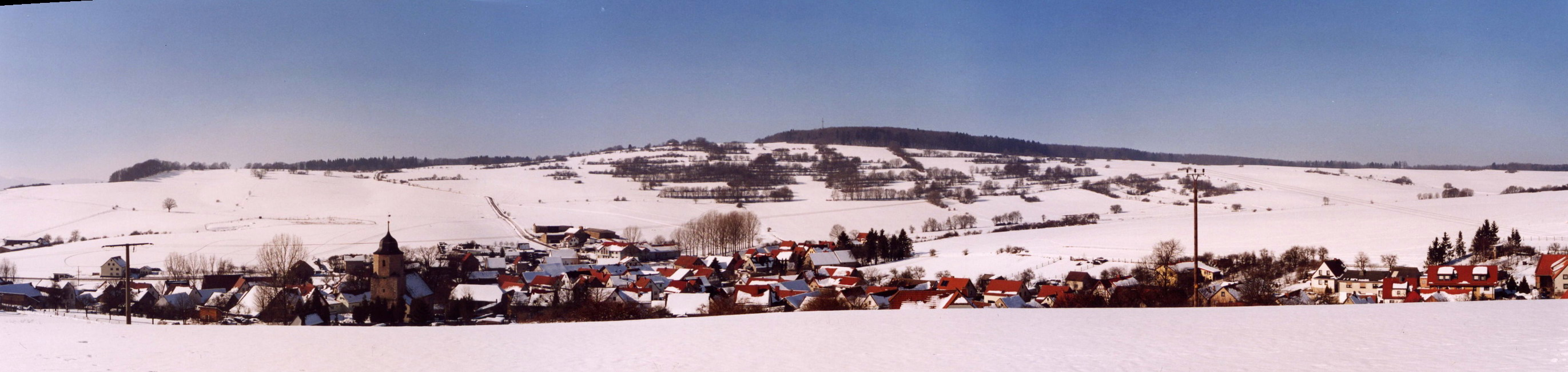